# Jean de Gassion

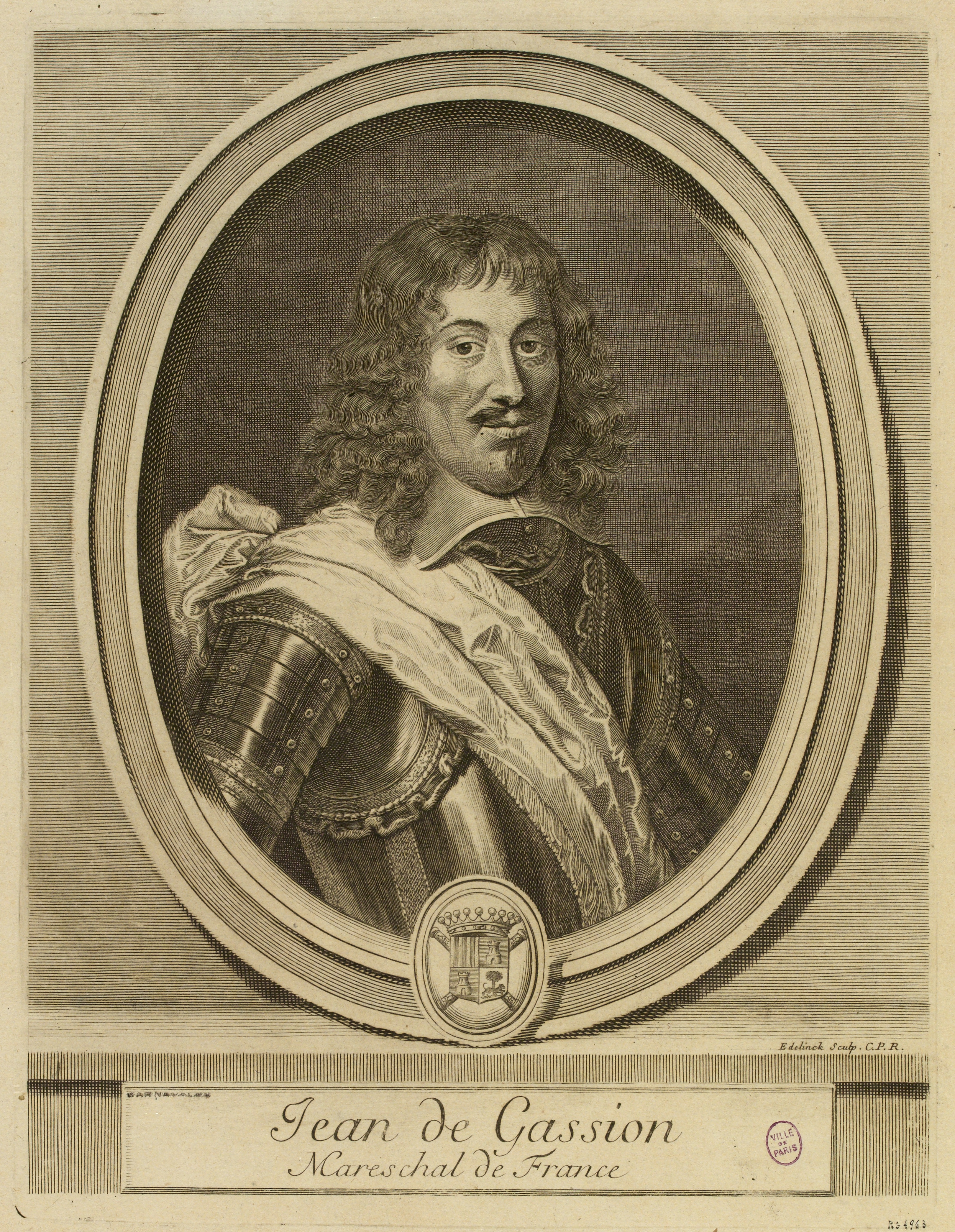
Jean de Gassion, maréchal de France, Gravur von Gérard Edelinck

Jean de Gassion (* 20. August 1609 in Pau; †⚔ 2. Oktober 1647 in Arras) war ein französischer Adliger und Militär, der – nachdem er im Dienst des Königs Gustav Adolf von Schweden in Deutschland gekämpft hatte und nach dessen Tod in französische Dienste gewechselt war – bereits mit 34 Jahren zum Marschall von Frankreich ernannt wurde.

## Leben
Jean de Gassion stammt aus einer calvinistischen Familie des Béarn, die sich im 16. Jahrhundert in der Bretagne niedergelassen hatte. Er war der dritte Sohn von Jacques de Gassion, Maître des requêtes Heinrich von Navarras, Conseiller d’État, Kapitän des Schlosses Nantes und ein Getreuer des Herzogs von Mercœur, eines hugenottischen Heerführers, und Marie d’Esclaux.
1625 wurde er, 16-jährig, in eine Kompanie Gendarmen des Fürsten von Piemont aufgenommen. 1627 wechselte er ins Languedoc zum Hugenottenführer Henri II. de Rohan, der ihn an Charles de Baschi, Seigneur de Saint-Estève weiterleitete mit der Zusage, die erste freie Stelle als Lieutenant in dessen Regiment zu erhalten, was kurz darauf bei den Chevaulegers geschah; er kämpfte nun in den letzten protestantischen Aufständen gegen die königliche Armee und nahm an den Belagerungen von Saint-Sever, Saint-Affrique (1628) und Castres teil. Nach dem Frieden von Alès (28. Juni 1629) kehrte er – mit Erlaubnis des Königs vom 27. Juni 1629 – ins Piemont zurück, wo er im Mantuanischen Erbfolgekrieg bei der Belagerung von Pinerolo (März 1630) und dem Gefecht bei Avigliana (10. Juli 1630) kämpfte, der Schlacht bei Carignano (6. August 1630) und der Befreiung von Casale (26. Oktober 1630).

### In schwedischen Diensten
Er trat dann in Deutschland in den Dienst des schwedischen Königs Gustav Adolf, der ihn zum Oberst eines Kavallerieregiments machte. Zwischen 1630 und 1632 nahm er an den siegreichen Feldzügen des Schweden teil, der, in Pommern anlandend, vor den Toren Bayerns ankam. Er wurde zum schwedischen Mestre de camp der Kavallerie ernannt, kämpfte in der Schlacht bei Breitenfeld (7. September 1631), den Belagerungen und Eroberungen von Donauwörth (März 1632) und Augsburg (April 1632), bei Ingolstadt (April 1632) wurde er verwundet. Er kämpfte in der Schlacht bei Nürnberg (3. September) gegen das Heer Wallensteins, der das Lager der Schweden angriff; wenige Tage später geriet er in Gefangenschaft, konnte seinen Bewachern aber entkommen. Er kämpfte in der Schlacht bei Lützen (16. November 1632) in der Gustav Adolf fiel.
Er nahm 1633 an der Blockade von Breisach teil, der Eroberung von „Fruistal“, wo die Kaiserlichen ihre gesamte Munition lagerten, und schlug den kaiserlichen Oberst Fiston bei Neuhausen. Bei Urslingen wurde er durch einen Pistolenschuss verwundet, woraufhin er sich nach Straßburg zurückzog.
1634 griff er bei Lindau die Vorhut des Duque de Feria an.

### Der Marschall von Frankreich
Gustav Adolfs Tod in der Schlacht von Lützen 1632 zum einen, vor allem aber der Eintritt Frankreichs in den Krieg 1635 veranlassten Gassion, mit seinem Regiment, dem Régiment de Gassion, in den Dienst Ludwigs XIII. zu treten. Am 16. Mai 1635 ernannte der König Gassion zum französischen Mestre de camp.

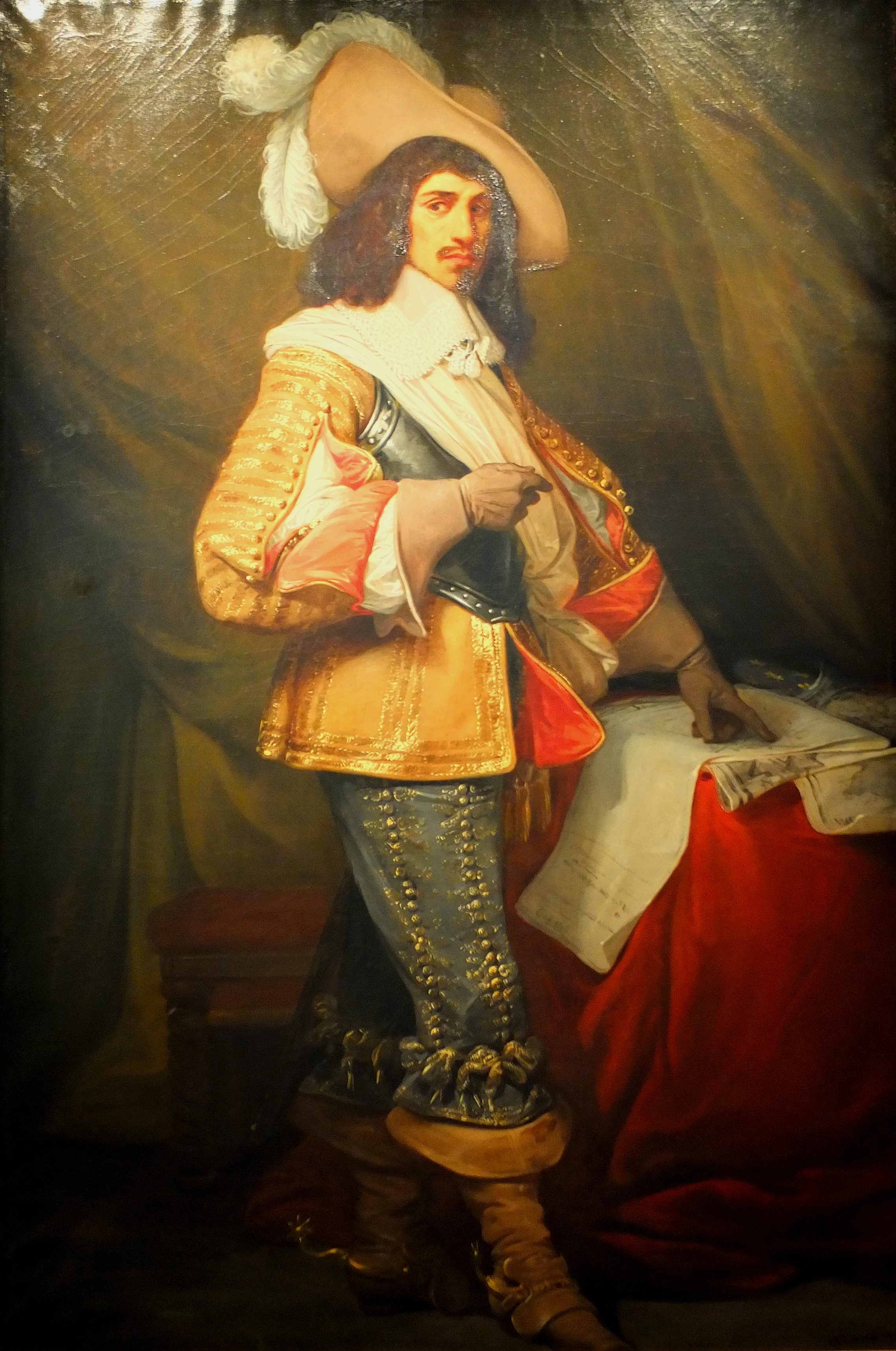
Jean de Gassion, Gemälde von Jean Alaux, 1834, Musée de l’Histoire de France, Versailles

1635 diente Gasion in Lothringen unter Marschall La Force, schlug in drei Gefechten 1400 Lothringer, versorgte die Burg Chasté mit Nachschub, hob das Quartier des Baron de Clinchamp aus, eroberte Charmes und Neufchâteau. Er kämpfte im Gefecht von Ravon, nahm unter dem Befehl von Condé an der Belagerung von Dole (1636) und der von Landrecies teil, bei dem er die Spanier bei mehreren Gelegenheiten schlug und das sich am 26. Juli 1637 ergab.
1638 nahm er an der Belagerungen von Saint-Omer (Mai–Juni 1638) teil, und wurde am 23. Juni 1638 zum Maréchal de camp ernannt. 1639 wurde er der Picardiearmee zugeteilt und nahm im Auftrag von La Meilleraye an der Belagerung von Hesdin (1639). Wenig später schlug er die Spanier in zwei Gefechten bei Saint-Nicolas in der Nähe der Aa (2. und 5. August).
Im selben Jahr schickte ihn der Kardinal Richelieu in die Normandie, um den Aufstand der Nu-pieds zu unterdrücken. „Er besetzte zuerst Caen, dessen Einwohner er entwaffnete, ließ schnell die aufständischen Bras-Nus brechen und zwang die Bürger von Caen zum Unterhalt […]. Im Dezember marschierte er auf Avranches. Die Nu-Pieds, die von seiner Geschwindigkeit überrascht waren, schaffen es nicht, ihre in den Dörfern verstreuten Männer neu zu gruppieren. Gassion greift am 14. Dezember 1639 diejenigen an, die sich in den Vororten von Avranches befanden. Ihre Verschanzungen wurden schnell bezwungen […]. Die Stadt Avranches ergab sich. Dort bezogen die Truppen ihr Winterquartier. Von den Nu-Pieds, die die Waffen ergriffen hatten, wurden zwölf gehängt, andere auf die Galeeren geschickt.“.
Von Avranches zog er nach Rouen, wo er am 31. Dezember 1639 ohne Widerstand empfing: der Schrecken, den allein seine Name verbreitete, hatte bereits für Entsetzen in der Stadt gesorgt.
1640 unterdrückte er als Kommandant in der Normandie unter dem Oberbefehl des Kanzlers Pierre Séguier die dort auflodernden Aufstände. Am 4. September wurde er nach der Demission des Marquis de Hauterive zum Lieutenant-général im Gouvernement der Touraine ernannt. Im gleichen Jahr nahm er aktiven Anteil an der langen Belagerung von Arras.
1641 eroberte er Lillers unter dem Oberbefehl des Marschalls La Meilleraye, und griff Aire an, das am 27. Juli kapitulierte. Dem Marschall La Meilleraye, der im August dem Feind entgegen gezogen war, rettete Gassion 1500 Pferde, indem er rechtzeitig das Feldlager erreichte. Am 10. Dezember 1641 wurde er nach dem Tod des Marquis de Praslin zum Mestre de camp général de la cavalerie ernannt.
1642 begleitete er den König auf dem Weg zur Belagerung von Perpignan bis nach Lyon, schloss sich dann der Flandernarmee unter dem Comte d’Harcourt an, die sich in der Defensive hielt.
1643 gehörte er als Maréchal de camp zur Armee des Duc d’Enghien und leistete am 19. Mai 1643 als Kommandeur des rechten Flügels einen entscheidenden Beitrag zum Sieg von Rocroi, wo er den jungen Prince d’Enghien half und diesem den Eifer seiner Kavallerie, seine Erfahrung und sein Wissen über die schwedische Taktik einbrachte. Zudem nahm er an der Belagerung von Thionville (Juni–August) teil, bei der er durch einen Musketenschuss an den Kopf gefährlich verwundet wurde. Am 17. November 1743 machte ihn der König zum Marschall von Frankreich, den Eid dazu legte er noch am gleichen Tag ab. Am 27. November wurde er zum Conseiller d’État ernannt.
Am 22. April 1644 wurde er zum Lieutenant-général de l’Armée de Flandre ernannt, die unter dem Oberkommando von Gaston d’Orléans stand. Er eroberte die Forts Bayette, la Capelle und Folquien, bei der anschließenden Belagerung von Gravelines (das sich am 28. Juli ergab) wurde er erneut verwundet. Als der Herzog nach Paris zurückkehrte, kommandierte Gassion die Armee bis August alleine, bis ihm der Herzog von Elbeuf zur Seite gestellt wurde. Im gleichen Monat trat er als Lieutenant-général der Touraine zurück.
Am 16. Mai 1645 wurde ihm das Kommando – unter dem Oberbefehl es Herzogs von Orléans – über die Flandernarmee übertragen. Er eroberte Cassel, Fort Mardyck (10. Juli), Linck (wo er erneut verwundet wurde), Menen, Armentières, Bourbourg, Béthune, Lillers, Saint-Venant (mit Unterstützung des Marschalls Rantzau), Kortrijk, Veurne und Dünkirchen. Er zwang die Spanier unter General Lamboy, Brabant zu verlassen.
Er zog sich ins Winterquartier zurück, fiel dann aber unerwartet in Flandern ein, wo er bei Revest und Alving fünf spanische Infanterie- und 6 Kavallerieregimenter antraf, die er überraschen konnte und 600 Gefangene machte. Am 24. April 1646 wurde er – unter dem Oberbefehl der Herzöge von Orléans und Enghien – zum Kommandant der Flandernarmee bestellt. Am 30. Mai trat er als Mestre de camp général de la cavalerie zurück. Bevor die Herzöge zur Armee stoßen konnte, erfuhr Gassion von gegnerischenKräften, die den Kanal von Brügge nach Dünkirchen entlang zogen und griff sie erfolgreich an, überraschte sie teilweise sogar im Schlaf. Am 13. Juni wurde er vom Herzog von Orléans ausgesandt, Kortrijk vonseiten der Leie zu belagern, am 28. Juni kapitulierte der Gouverneur der Stadt, Bergues öffnete seine Tore am 31. Juli, Fort Mardyck am 24. August zum zweiten Mal, Veurne am 7. September und Dünkirchen am 7. Oktober. Danach wurde er vom Herzog von Enghien beauftragt, einen Konvoi nach Kortrijk zu führen, wo er auf spanisches Militär, 6 Infanterie und 5 Kavallerieregimenter, traf. Im folgenden Gefecht wurden 500 spanische Soldaten getötet, ebenso viele gefangen genommen und 1200 Pferde erbeutet.
Am 1. Februar 1647 erhielt den Auftrag, ein Infanterieregiment seines Namens aufzustellen. Am 27. April wurde er zum Kommandanten der Flandernarmee gemacht, am 6. Juli schlug er bei La Bassée ein 800 Reiter starkes Korps des (Titular-)Herzogs von Lothringen , einige Tage später bei Estaire ein Korps von 2000 Infanteristen. Am 12. Juli marschierte er nach La Bassée, das jetzt im Auftrag des Herzogs von Lothringen von 2500 Reitern und ebenso vielen Musketieren verteidigt wurde und sich dennoch am 19. August ergab. Sobald er von einer Krankheit genesen war, zog er nach Lens weiter.
Am 28. September 1647 erlitt er bei der Belagerung von Lens bei einer Inspektion einen Musketenschuss in den Kopf, an dem er am 2. Oktober in Arras starb. Er wurde auf dem Friedhof beim Tempel von Charenton in Paris bestattet. Er war unverheiratet und blieb ohne Nachkommen.

## Gassions Situation und Bedeutung
Der schwedische König hatte den Galoppangriff mit dem Schwert in der Hand wieder eingeführt. Er verließ sich dabei auf die Stoßkraft von Pferden, die mit voller Geschwindigkeit gestartet wurden, um die gegnerischen Reihen zu durchbrechen.
Gassion nutzte die in fremden Armeen gesammelten Erfahrungen, um diese neue taktische Situation nach Frankreich zu bringen. Ihm wurde der Auftrag erteilt, eine Truppe von 1600 Mann aufzustellen und an der Spitze dieses Régiments de Gassion besaß er absolute Macht: Er verteilte die Aufgaben dort und übte ein Recht auf Justiz aus, ein Privileg, das nur Söldnereinheiten gewährt wurde. Tatsächlich war sein Status dem von ausländischen Söldnern ähnlich, die als Privatunternehmen Krieg führten. Wie sie trug er den Titel eines Obersts und wurde gleichzeitig bei den Franzosen als „Mestre de camp“ bezeichnet. Er befehligte daher ein als französisch geltendes Regiment mit den Privilegien eines fremden Obersten. Diese vertragliche Übertragung der Hoheitsgewalt zur Kriegsführung stellte ein Risiko für den König von Frankreich dar, der dort einen Teil seiner Autorität verlor.